# Nybingsbo
Nybingsbo är en by i Siljansnäs socken i Leksands kommun, centrala Dalarna.
Nybingsbo ligger vid Limån cirka 3 kiliometer uppströms dess mynning i Limåviken av Siljan.
Själva byn ligger ungefär 200 meter över havet och genomkorsas av Länsväg W 942 (Drottmyren vid "Siljan Runt-vägen" (W 938) via Nybingsbo till Klockarberg.
Strax väster om byn ligger Klockarberget (336 m ö.h.).